# Caleijão
Caleijão (crioll capverdià Kalejon) és una vila al centre de l'illa de São Nicolau a l'arxipèlag de Cap Verd. Està situada 2 kilòmetres al sud-oest de Ribeira Brava.

## Esport
- El Sport Clube Caleijão, és l'equip de futbol local que participa en la lliga regional de São Nicolau.